# Henriquezia
Henriquezia, rod tropskog drveća iz porodice broćevki, dio potporodice Ixoroideae. Sastoji se od tri vrste iz tropske Južne Amerike (Kolumbija, Venezuela, Gvajana, Brazil).
Rod je opisan u Publ. Field Columbian Mus., Bot. Ser. 7: 372. 1931.

## Vrste
1. Henriquezia jenmanii K.Schum.
2. Henriquezia nitida Spruce ex Benth.
3. Henriquezia verticillata Spruce ex Benth.